# Политика развития Европейского союза
Политика развития Европейского союза направлена на содействие устойчивому развитию развивающихся стран с целью искоренения нищеты. Является краеугольным камнем взаимоотношений ЕС с внешним миром и способствует достижению целей внешней деятельности ЕС, наряду с внешней политикой в области безопасности и торговли (и международными аспектами других стратегий, таких как окружающая среда, сельское хозяйство и рыболовство).
Политика развития ЕС основывается, в первую очередь, на Европейской программе развития от 2006 года, в соответствии с которой Политика развития ЕС входит в совместную компетенцию ЕС и государств-членов, главной целью политики развития является преодоление нищеты в рамках целей устойчивого развития и достижения Целей развития тысячелетия.

## Цели
Политика развития лежит в основе внешней политики Европейского союза. Она направлена на искоренение нищеты, содействие устойчивому росту, защиту прав человека и демократии, содействие гендерному равенству и решение экологических и климатических проблем. ЕС работает в этом направлении на глобальном уровне и является крупнейшим в мире инвестором в развитие. ЕС действует в соответствии с Целями устойчивого развития ООН.

## История
Политика развития стояла у истоков общей внешней политики ЕЭС и затем ЕС, она берет свое начало с 1957 года, когда Римским договором был учрежден Европейский фонд развития. Именно для контроля над расходами выдаваемых Фондом средств в Еврокомиссии был создан Генеральный директорат по внешним связям — прародитель Европейской службы внешних связей.
Первоначально политика развития ЕС была связана с процессом деколонизации и тогда она продвигалась, в первую очередь, Францией и Бельгией — главными колониальными державами Европейского экономического сообщества, а реципиентами стали 18 бывших колоний стран-членов ЕЭС Африки к югу от Сахары. С 1963 по 1971 года основой отношений этих стран и ЕЭС служили 2-е Яундские конвенции, в соответствии с которыми между ЕЭС и 18 государствами Тропической Африки устанавливался взаимный преференциальный торговый режим.
Вторым этапом политики развития ЕЭС можно обозначить 1970—1990-е года. В 1973 происходит первое расширение ЕЭС — в сообщество вступила Великобритания, Ирландия и Дания, а политика развития ЕЭС получила совершенно новый географический охват. В 1975 году была подписана Ломейская конвенция, заменившая собой Яундские конвенции, в 1979 году была подписана 2-я Ломейская конвенция. Участниками Ломейских конвенций были ЕЭС и 58 стран Африки, бассейна Карибского моря и Тихого океана.
В 1990-х годах политика развития ЕС меняет свой вектор: после падения социалистического блока на границах ЕС появились новые государства, приоритеты политики развития стали определяться географической близостью партнера и финансирование перераспределилось в пользу Восточной Европы. В 2000-х годах ЕС создает новые инструменты политики развития, главным из которых становится Европейская политика соседства.

## Правовая база
Сотрудничество в области развития является общей компетенцией ЕС: Союз может проводить общую политику развития, если это не мешает государствам-членам осуществлять свои собственные компетенции по этому вопросу. Уровень сотрудничества таков, что агентства развития государств-членов часто реализуют программы, финансируемые ЕС.
Политика развития ЕС основывается на следующих договорах Европейского союза:
- Статья 21 (1) Договора о Европейском союзе
- Статья 4 (4), статьи 208—211 и статьи 312—316 Договора о функционировании Европейского союза
- Котонуское соглашение (в отношении стран Африки, бассейна Карибского моря и Тихого океана)
- Различные соглашения об ассоциации
- Конкретные соглашения о сотрудничестве[2]

Помимо договоров Европейского союза существуют другие документы регламентирующие проведение политики развития:
- Европейский консенсус по развитию (2006)
- Повестка дня в области изменений (Agenda for Change) (2011)
- Новый европейский консенсус по развитию (2017)[1]

Если Европейский консенсус по развитию, принятый в 2006 году, был призван продемонстрировать приверженность ЕС Целям развития тысячелетия ООН, то Новый европейский консенсус по развитию от 2017 года представляет собой его версию, пересмотренную в соответствии повесткой дня в области устойчивого развития на период до 2030 года. Главной целью Повестки дня в области изменений, принятой в 2011 году, является повышение эффективности политики развития ЕС. Её главными принципами стали: приоритетная помощь наиболее бедным и нестабильным государствам, участие не более чем в 3-х секторах экономики страны-партнера, совместное планирование и нацеленность общий результат. Главными приоритетами Повестки дня в области изменений стали: права человека, демократия и другие ключевые элементы эффективного государственного управления; инклюзивный и устойчивый рост человеческого развития.

## Инструменты финансирования
Внешние инструменты финансирования ЕС можно условно разделить на географические и тематические. К географическим относятся:
- Инструмент европейской политики соседства (бюджет: € 15.4 млрд.)
- Инструмент предварительной ассоциации (бюджет: € 11.7 млрд.)
- Инструмент партнерства (бюджет: € 955 млн.)
- Инструмент для Гренландии (бюджет: € 184 млн.)
- Европейский фонд развития (бюджет: € 29.1 млрд.)

К тематическим инструментам финансирования относятся:
- Европейский инструмент для поддержки демократии и прав человека (бюджет:1.3 млрд.)
- Инструмент, способствующий стабильности и миру (бюджет: € 2.3 млрд.)
- Инструмент сотрудничества в области ядерной безопасности (бюджет: € 225 млн.)

Также есть инструмент финансирования сочетающий в себе географический и тематический принципы:
- Инструмент сотрудничества в целях развития (бюджет: € 19.7 млрд.)[2]